# Laffly W15
Le Laffly W15 est une famille de véhicules militaires basée sur un châssis à six roues motrices conçu par le constructeur français Laffly, dérivé de celui du Laffly V15. Les différents modèles ont été utilisés par l' Armée française et la Wehrmacht pendant la Seconde Guerre mondiale. 

## Historique
La société Laffly, à l'origine constructeur de véhicules lourds tels que camions et bus, s'est spécialisée dans les années 1920 et 1930 dans la conception de véhicules tout-terrain. Les châssis Laffly, en configuration 6 × 6, se distinguent par le système avancé de transmission et de suspension et, esthétiquement, par les deux paires de roues libres, respectivement sous le nez et entre le premier et le deuxième axe, qui favorisent le franchissement d'obstacles. 
En 1938, Laffly présente le tracteur d'artillerie légère Laffly W15 T, dérivé des Laffly S15, avec des performances plus élevées et une taille plus petite. Une version de reconnaissance et de liaison, le Laffly W15 R, est également proposée, sans qu'un prototype soit construit.
L'armée ne sélectionne que la version tracteur léger. Un premier lot de 75 W15 T est commandé le 2 septembre 1939, suivi d'un deuxième lot de 15 véhicules le 17 septembre. Le 21 décembre, la commande est portée à un total de 150 exemplaires, à livrer d'ici janvier 1940. En raison des capacités de production limitées de Laffly, la production des véhicules de série est réalisée par Hotchkiss, en consortium avec la société La Licorne. Les Hotchkiss W15 T sont équipés d'un moteur essence Hotchkiss 486 de 2 300 cm3, développant 52 à 55 ch à 3 300 tr/min . 
En décembre 1939, le ministère de l'Armement décide de commander à Citroën 1 440 exemplaires, commande ensuite portée à 1 650, livrables dans les six mois à partir d'avril 1940. En décembre 1939, Citroën reçoit la documentation de conception du véhicule et un prototype Laffly W15 T de 1938[réf. souhaitée]. Le Citroën W15 T se distingue du Hotchkiss W15 T par son moteur de 1 911 cm3 et par sa boîte de vitesses empruntée au camion Citroën Type 32[réf. souhaitée]. Destinés à tracter divers canons, les W15 présentent un type de carrosserie par type de canon. La production d'un W15 T à carrosserie unifiée (adaptée à tous les canons) est prévue à partir de 1941.
Le Hotchkiss W15 T a pour fonction dans l'armée française de remorquer le canon antichar de 47 mm modèle 1937. Seulement 78 sont livrés dans cette configuration sur une commande de 160 véhicules (décembre 1939), la production restante est destinée aux chasseurs de chars Laffly W15 TCC. Hotchkiss produit également une variante destinée à remplacer le S15 T pour le remorquage du canon de 75 modèle 1897 et du canon de 105 C Modèle 1935 Bourges, mais seulement 4 exemplaires sont réalisés.
Le Hotchkiss W15 R, quant à lui, est commandé en 350 exemplaires en septembre 1939, commande ensuite portée à 489 W15 R. La production doit débuter à la fin de celles W15 T, donc vers 1941 selon les prévisions décidées avant l'attaque allemande de la campagne de France en 1940.
Le modèle Citroën W15 T est utilisé pour le remorquage du canon Hotchkiss 25 mm Mle 1938 contre-avions. Le premier de ces véhicules est entré en service en avril 1940. Les quelques exemplaires produits ont été livrés à des sections d'artillerie antiaérienne, dont celles intégrées au sein des batteries de Laffly W15 TCC.

## Technique

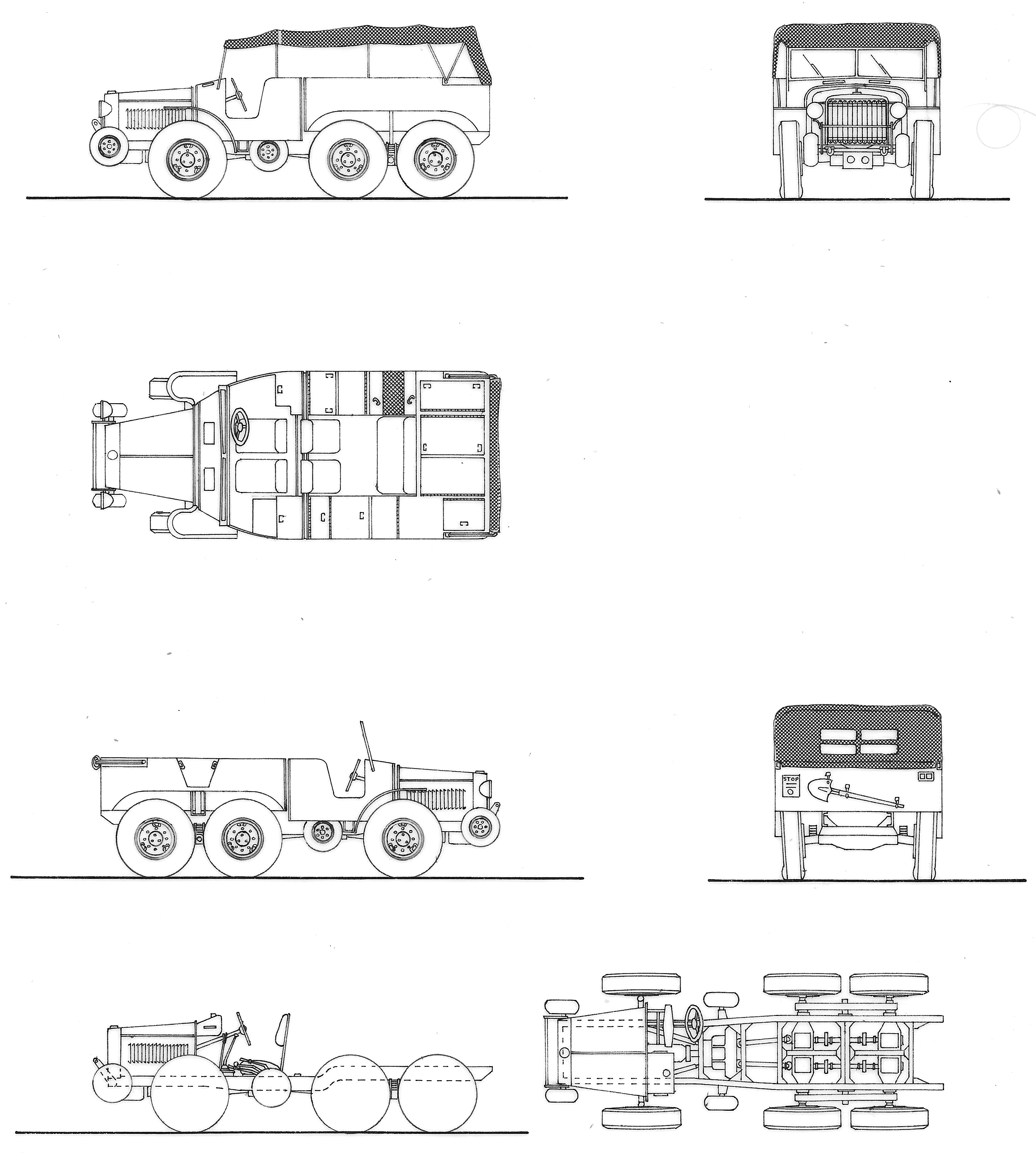
Laffly W15T.

Le W15 a reçu un nouveau châssis par rapport au S15, pesant moins de 700 kg ; il se compose de deux longerons en acier en forme de U, avec trois essieux à quatre roues motrices ; le premier empattement était de 1,845 m, le second de 1,00 m. Les suspensions avant sont sur un amortisseur hélicoïdal, tandis que les essieux arrière sont équipés de ressorts à lames ; contrairement au S15, même ceux de l'essieu avant étaient indépendants et l'absence de tirant permettait une réduction de la hauteur du châssis par rapport au sol. Comme sur tous les modèles Laffly, une paire de petites roues libres a été positionnée sur le nez du véhicule pour mieux gérer les remblais et les marches ; un deuxième couple a été placé entre le premier et le deuxième axe, sous la cabine du conducteur, pour aider à surmonter les bosses . La capacité de charge est de 1 200 kg, la capacité de remorquage au crochet était de 1 800 kg.